# Hugo Polderman
Hugo Polderman (Goes, 6 juni 1951) was Tweede Kamerlid voor de SP van 2006 tot 2010.
Polderman was tevens van 1999 tot 2007 lid van de Provinciale Staten van Noord-Brabant. Bovendien was hij van 1997 tot 2006 fractievoorzitter van de SP in de gemeenteraad in Roosendaal.
Polderman is al tientallen jaren lid van de SP.
Hij is werkzaam als ouderenadviseur.
Polderman stond in 2006 29e op de kandidatenlijst in de kieskring Tilburg.
De lijsten van de SP verschilden per regio van nummer 25 tot 29.
Aangezien de nummer 24 van de lijst, fractievoorzitter van de SP-fractie in de Eerste Kamer Tiny Kox, had verklaard geen gebruik te zullen maken van zijn recht op een zetel, moest er een vervanger aangewezen worden van de kandidatenlijst waarop Kox was verkozen, de lijst van de kieskring Tilburg. Deze zetel kwam achtereenvolgens toe aan Frans Huijsmans, Marga van Broekhoven, Johan Kwisthout, en Gonny Andreas, de nummers 25 t/m 28. Deze vier maakten geen gebruik van hun recht op de zetel, waarmee dit recht toeviel aan Hugo Polderman. Hij maakte hier wel gebruik van. Hij haalde 192 stemmen.
Polderman is op dinsdag 5 december 2006 beëdigd.
Hij hield zijn maidenspeech op 6 februari 2007 tijdens de behandeling van het Toetsingskader ammoniak natuurbeschermingsgebieden. Zijn eerste optreden in de Tweede Kamer was bij een algemeen overleg over hetzelfde onderwerp op 31 januari 2007. Hij was woordvoerder natuur- en landschapsbeheer.
Bij de verkiezingen van 2010 stelde Polderman zich niet opnieuw verkiesbaar. Bij de verkiezingen van 2012 stond hij op de 34ste plek van de kieslijst en kwam daarmee niet terug in de Kamer.
Polderman was namens de SP wethouder van zorg, jeugdzorg en volksgezondheid in de gemeente Roosendaal.
- Biografisch Portaal: 85792221
- Parlement.com: vhg5m52v1mz2